# Славко Грум
Славко Грум — словенський лікар драматург і письменник (2 серпня 1901, Шмартно-при-Литії — 3 серпня 1949, Загор'є-об-Сави, Словенія).

## Життя та професійна діяльність
Славко Грум був третьою і передостанньою дитиною Франца Грума, майстра шкіряної фабрики, та Марії Грум. Через роботу батька вони переїхали до Ново Место в 1906 році, де він відвідував початкову школу. Одним із його вчителів був отець Бланко, який заохочував його до написання літературних творів і водночас надихав до природничих наук. Після закінчення початкової школи він відвідував середню школу з 1911 по 1919 рік. У цей час він жив зі своєю сестрою Марією та підприємцем з Ново Место Йожефом Клеменчичем у маленькій мансарді. Він закінчив навчання в 1919 році і, незважаючи на заклики батьків вивчати теологію, вирішив вивчати медицину у Відні і отримав стипендію. Він любив ходити в театр і кіно. Як лікар, він ґрунтовно познайомився з психоаналізом. Це суттєво вплинуло на його мистецьку творчість, яка була тісно пов'язана з професійними інтересами. У 1920 році він боровся з екзистенціальною кризою, страждав від психосоматичних розладів і став залежним від кокаїну. Коли криза минула, він багато писав. Під час репетицій до вистави Івана Цанкара «Lepa Vida» він зблизився з актрисою головної ролі Йожею Дебелак — студенткою електротехніки. Вона була його найбільш довіреною та важливою особою. У 1926 році закінчив навчання і повернувся додому. Його призвали в армію в Любляні, але через два місяці звільнили через порок серця. Наприкінці 1926 року він розпочав обов'язкове стажування в лікарнях Любляни і за власним бажанням залишився в лікарні асистентом лікаря. Як лікар він працював у гінекологічній лікарні і психіатричній клініці, де черпав матеріал для написання своїх найважливіших творів і п'єс. У 1929 році йому відмовив Національний театр у Любляні, де він хотів поставити свою п'єсу «Подія в місті Гогі», за яку він отримав другу премію в Белграді, а також було відхилено його прохання перевести його до місцевої лікарні.
Грум жив у Любляні бідно, оскільки через економічну кризу інтернам не платили, а зарплати асистентів були незначними, тому йому доводилося позичати гроші у родичів. У 1929 році обірвався його роман із Йожею Дебелак. Тому він почав все більше піддаватися наркотикам. Він залишив роботу в Любляні й разом зі своєю матір'ю переїхав до Загор'я-об-Сави, де став лікарем. Спершу він думав, що перебуває тут тимчасово, але в підсумку залишився до самої смерті. Причини були особистими (збільшення робочих обов'язків, алкоголь, наркотики) та літературними (після 1930 року в словенській літературі утвердився соцреалізм, що негативно позначилося на розвитку драми та оповідань Грума).
У червні 1949 року його прооперували в госпіталі Любляни, але невдовзі після операції помер від раку печінки в Загор'є-об-Сави. Похований у м. Ново Место. Після Другої світової війни п'єса «Подія в місті Гогі» була знову поставлена під керівництвом Йоже Тірана. У 1957 році в Мариборі вийшла перша книжкова добірка творів Грума.

## Літературна діяльність
Навчаючись у Відні, Славко Грум захопився театром і кіно, особливо його захопили патетичні та сентиментальні манери зірки німого кіно того часу Конрада Фейдта. У 1921 році він задумав п'єси «Pierrot in Pierrette», «Neusmiljeni odrešenik», «Trudni zastori». У тому ж році він познайомився з Зигмундом Фрейдом, який значно вплинув на його подальшу творчість. У 1922 році його захопила меланхолійна, декадентська й хвороблива гра Олександра Муіссі в постановці «Strah» Генріка Ібсена. Під час канікул 1922 року він підготував аматорську постановку «Igra» Фунтка, а наступного року «Lepа Vidа» Івана Цанкара та «Gospodična Julia» Августа Стріндберга. Період його зрілого письменництва тривав з 1925 по 1929 роки. Здебільшого він публікувався в щоденній газеті «Jutro». До 1928 року було перекладено на іноземні мови дев'ять оповідань. У 1927 році він опублікував драматичну п'єсу «Upornik» і зробив добірку опублікованих карикатур під назвою «Beli azil», яку мало надрукувати словацьке видавництво «Slovenský východ», але це так і не відбулось. У 1928 році він читав лекції в кінотеатрі «Matica» про статеве виховання молоді, де пояснював теорію Зигмунда Фрейда, а також опублікував лекцію. У тому ж році він опублікував свій найвідоміший твір — драму «Подія в місті Гогі» («Dogodek v mestu Gogi»). Його головна робота, драма «Подія в місті Гогі», отримала другу премію на конкурсі, проведеному Міністерством освіти Югославії в Белграді, за найкращий оригінальний югославський прозовий, драматичний і музичний твір. Словенська національна бібліотека відмовилася друкувати п'єсу, тож у 1930 році Грум видав її самвидавом, використавши макет тексту, який раніше був надрукований у «Ljubljanski zvon». Люблянський драматичний театр поставив п'єсу лише через два з половиною роки, у 1931 році. Маріборський театр випередив його своєю першою виставою. На той час Грум жив уже не в Любляні, а з 1929 року в Загор'ї-об-Сави. Він привернув увагу в Любляні лекціями «Higiena zakona» та «Seksualna vzgoja mladine» в кінотеатрі «Matica», що діяв у будівлі нинішньої Словенської філармонії. Свою третю лекцію «Beg v onstran» він прочитав у 1930 році.
Оформив добірку мультфільмів під назвою «Izgubljeni sin».Написав твори «Beg v onstran» і «Beg iz življenja», повість «Deček in blaznik», науково-популярний твір «Resnica o alkoholu». Його літературна спадщина зберігається в бібліотеці Мірана Ярца у м. Ново место. На його честь названа премія Грума за найкращий словенський драматичний текст.

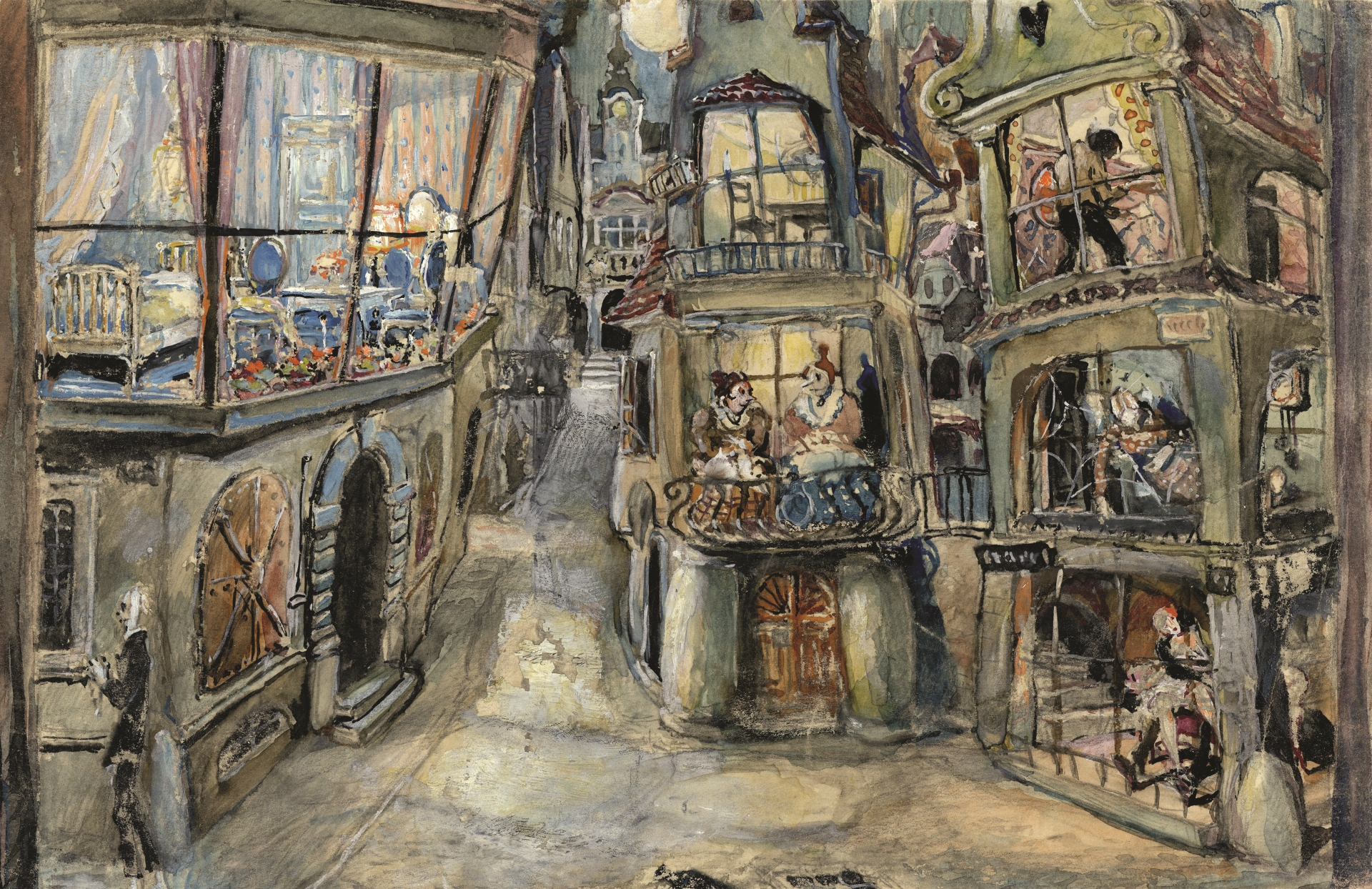
Іван Вавпотич — Дизайн сцени «Подія в місті Гогі»

### Драматургія
Драматургія Славка Грума належить до вершинних досягнень словенського експресіонізму. Під час навчання медицині у Відні з 1920 по 1927 рік він написав чотири унікальні за змістом і стилем п'єси. У всіх чотирьох творах відображена гірка поетика, пройнята духом безнадійного соціального становища і трагізму темних ускладнень сьогодення.
Драматичні твори:
- «Pierrot in Pierrette», 1921
- «Neusmiljeni odrešenik», 1921
- «Trudni zastori», 1924
- «Upornik», 1927
- «Dogodek v mestu Gogi», 1930

### Прозові твори
«Tju», «Blesteči kamni», «Vrata», «Izgubljeni sin», «Mansarda», «Sveta noč», «Sestanek», «Deklica v pledu», «Spomladi», «Beli azil», «Aloisius Ignatius Sinbein», «Kaznjenci», «Lastni portret», «Podgane», «Zločin v predmestju», «Melanholija», «Portret dečka s cvetlico v roki», «Pogreb», «Vožnja».

## Видання українською мовою
У 2020 році Мар'яна Климець  здійснила переклад п'єси словенського драматурга Славка Ґрума «Подія у місті Гогі» українською мовою. Цей переклад був опублікований у 2021 році видавництвом «Видавництво Анетти Антоненко». У київському театрі «Золоті ворота» відбулася вистава під назвою «Місто Богів», створена за мотивами п'єси Славка Грума «Подія у місті Гогі». Режисером цієї постановки є Юрій Диваков.

## Ресурси
- Lado Kralj v Slavko Grum: Goga, čudovito mesto. Ljubljana: Mladinska knjiga, 1987.
- Marjeta Žebovec: Slavko Grum. Slovenski književniki rojeni od leta 1900 do 1919. Ljubljana: Karantanija, 2006.
- France Koblar. Slovenska dramatika II. Ljubljana: Slovenska matica, 1973.
- Zbrano delo, 1-2. Ur. Lado Kralj. Ljubljana: DZS, 1976.